# Claytonia perfoliata
La verdolaga de Cuba (Claytonia perfoliata) es una especie de planta anual carnosa nativa de las regiones montañosas y costeras del oeste de América del Norte desde el sur de Alaska y la zona central de la Columbia Británica hasta América Central, es muy común en California en el valle de Sacramento y la zona norte del valle de San Joaquín.

## Descripción
Claytonia perfoliata es una planta que forma roseta, alcanza un máximo de 40 cm de alto, pero hay plantas maduras que en determinadas zonas apenas alcanzan 1 cm de alto. Los cotiledones por lo general son de color verde brillante (raramente de tono púrpura o marrón-verdoso), suculentos, largos y angostos. Las primeras hojas verdaderas forman una roseta en la base de la planta, y miden 0.5–4 cm de largo, a menudo con un largo peciolo (excepcionalmente alcanzan a medir 20 cm de largo).
Sus flores pequeñas blancas o rosa tienen cinco pétalos y miden de 2–6 mm de largo; florece de febrero a mayo/junio, y están agrupadas en conjuntos de 5 a 40 por sobre un par de hojas que están unidas rodeando el tallo por lo que parecen una sola hoja circular. Las plantas maduras poseen numerosos tallos erguidos que se bifurcan en la base.
Es común durante la primavera, prefiere los entornos frescos y húmedos. Brota primero en zonas con buena luz luego de las primeras lluvias, aunque las plantas más desarrolladas crecen en zonas sombrías, especialmente en tierras elevadas. A medida que los días son más calurosos, las hojas toman un tono rojo oscuro al irse secando.

## Usos

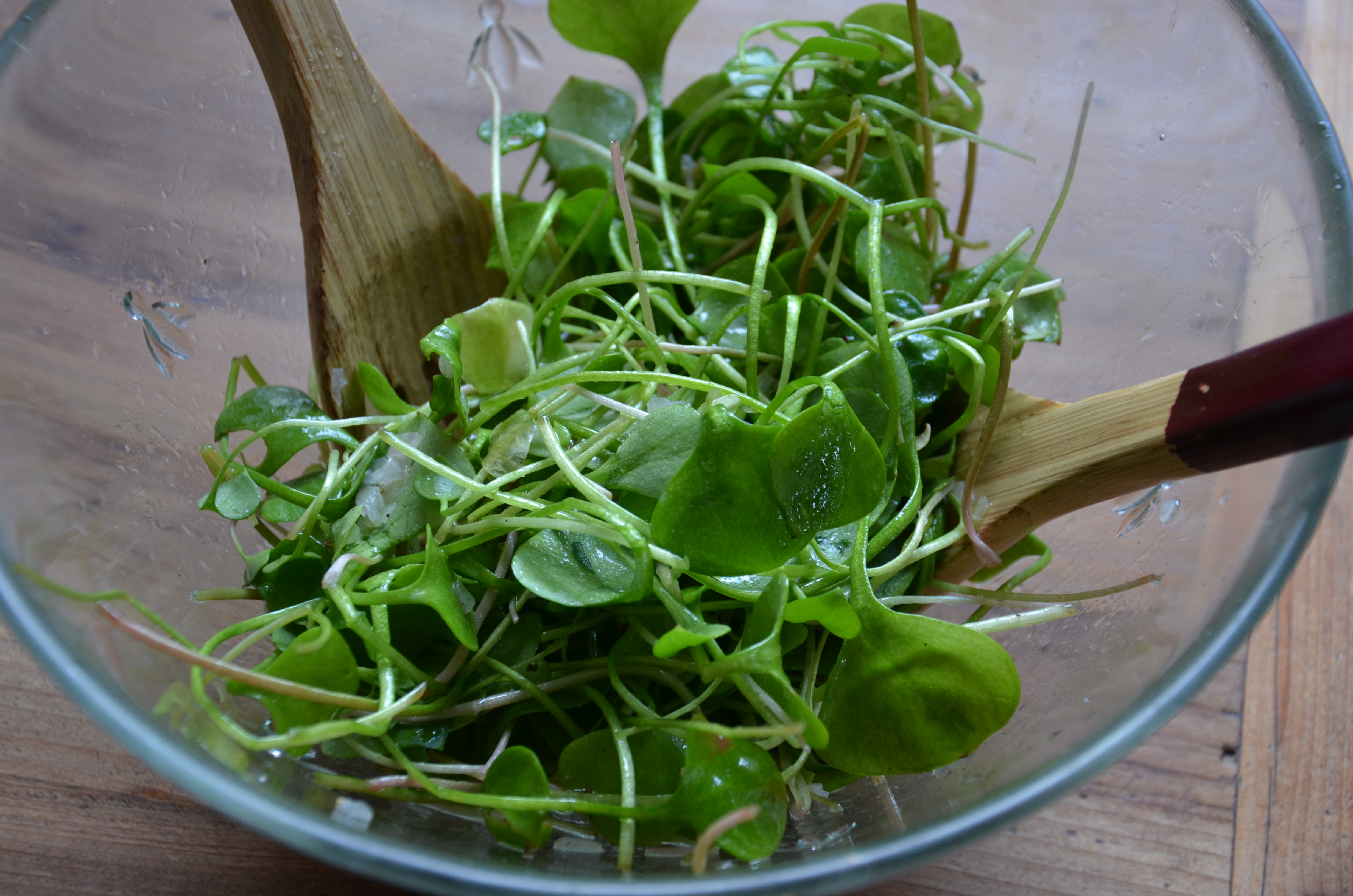
Ensalada de Claytonia perfoliata.

Era consumida por los mineros durante la fiebre de oro de California; la ingerían por su vitamina C para prevenir el escorbuto. Se la puede consumir como un vegetal de hoja. Por lo general se la consume cruda en ensaladas, pero su sabor no es tan delicado como el de la lechuga. A veces se la hierve al igual que se hace con la espinaca, a cuyo sabor se asemeja. A veces acumula cantidades tóxicas de oxalatos solubles.
Se ha naturalizado ampliamente en Europa. Fue llevada allí durante el siglo XVIII, posiblemente por el naturalista Archibald Menzies, quien en 1794 la plantó en los Jardines de Kew.